# تان رویوو
تان رویوو (انگلیسی: Tan Ruiwu؛ زادهٔ ۳۰ ژوئن ۱۹۸۳) یک بازیکن تنیس روی میز اهل کرواسی است.